# Estado de coisas inconstitucional
O Estado de Coisas Inconstitucional (ECI) é um instituto criado pela Corte Constitucional Colombiana e declarado quando uma Corte se depara com uma situação de violação massiva, generalizada e sistêmica de direitos fundamentais, que afeta um número amplo de pessoas. Essa violação advém da inércia ou incapacidade do Estado de controlá-las. O instituto foi apresentado ao ordenamento jurídico brasileiro pela ADPF 347, que trata sobre as condições desumanas do sistema carcerário. A declaração de um estado de coisas inconstitucional permite que o Poder Judiciário entre em diálogo com os demais Poderes, estipulando e acompanhado medidas em busca da efetivação de direitos fundamentais.